# Juan López de Uralde
Juan Antonio López de Uralde Garmendia, aussi connu sous le nom de Juantxo López de Uralde, né le 8 septembre 1963, est un homme politique espagnol, ancien membre d'Equo.
Il est élu député de la circonscription d'Alava lors des élections générales de décembre 2015.

## Biographie

### Vie privée
Il est marié et père de deux enfants.

### Activiste
Impliqué très jeune dans des initiatives environnementales, il est élu secrétaire général de la Coordination des organisations de défense environnementale (CODA) en 1986. Il adhère à Greenpeace l'année suivante. Entre 1991 et 2001, il est le coordonnateur de la campagne internationale contre les drogues puis, entre 2001 et 2010, directeur de Greenpeace Espagne.
Il se fait connaître le 19 décembre 2009 lorsque plusieurs activistes de Greenpeace s'infiltrent lors de la réception officielle des chefs d'État lors de la Conférence de Copenhague de 2009 sur les changements climatiques et déplient une pancarte sur laquelle figure le slogan « les hommes politiques parlent, les chefs agissent ». Interrogé à ce sujet, López de Uralde déclare que « nous avons 24 heures pour sortir le monde du chaos climatique. Alors que les dirigeants mondiaux dînent, le destin de millions d'individus et d'un nombre incalculable d'espèces est sur le fil ». Il est alors incarcéré avec deux autres personnes ; ce qui suscite un mouvement de contestation. Il est finalement libéré le 6 janvier 2010 après 19 jours derrière les barreaux.
Le 22 août 2011, il est condamné avec onze autres personnes par un tribunal danois des chefs de violation de domicile, de falsification de documents et de supplantation de fonctionnaires publics. Il n'accomplit pas sa peine de 14 jours de rétention conditionnelle pour avoir déjà effectué de la prison préventive.

### Fondateur d'Equo
Le 24 septembre 2010, il présente Equo, un parti politique d'obédience écologiste qui a créé. Il prétend ainsi entamer une fusion avec l'Initiative pour la Catalogne Verts (ICV) principalement actif en Catalogne afin de former un grand rassemblement des partis verts. Il prône ainsi la durabilité, l'équité, la transparence démocratique et la défense des droits de l'homme. Pour cela, il déclare que le parti élira son candidat au moyen de primaires, sollicitera une réforme de la loi électorale espagnole incluant des listes proportionnelles ouvertes, demandera aux militants l'approbation des accords scellés par la direction, utilisera le référendum et développera le recours aux initiatives législatives populaires. Il est élu porte-parole du mouvement le 30 juin 2011 avec Reyes Montiel puis réélu en juillet 2012.

### Député national
Il est élu candidat à la présidence du gouvernement en vue des élections générales de novembre 2011 et se présente dans la circonscription de Madrid. Le parti n'obtient alors aucun siège après avoir terminé à la neuvième position nationale.
En octobre 2015, son parti noue une alliance avec Podemos pour les élections législatives du mois de décembre suivant et est investi tête de liste dans la circonscription d'Alava,. Avec 27,02 %, il obtient alors le meilleur résultat provincial de l'alliance en termes de pourcentages et conquiert un siège du Congrès des députés. Il est porte-parole titulaire à la commission pour l'Étude du changement climatique, à la commission de l'Agriculture, de l'Alimentation et de l'Environnement et adjoint à celle de l'Industrie, de l'Énergie et du Tourisme.
Il est de nouveau réélu lors des élections générales anticipées de juin 2016 en augmentant son score de près de trois points. Il reste porte-parole à la commission de l'Étude du changement climatique et devient adjoint à la commission de l'Agriculture, de l'Alimentation et de l'Environnement, de celle de l'Énergie, du Tourisme et du Numérique et de celle de la Sécurité routière et des Déplacements durables.